# Катастрофа Як-40 под Ванаварой
Катастрофа Як-40 под Ванаварой — авиационная катастрофа, произошедшая 26 сентября 1994 года в районе города Ванавара. Авиалайнер Як-40 авиакомпании «Черемшанка» выполнял пассажирский рейс по маршруту Красноярск — Тура, но после трёх заходов на посадку в аэропорту Туры (Горный) самолёт отправился на запасной аэродром в Ванаваре. При подлёте к Ванаваре самолёт истощил всё топливо, посое чего экипаж решил вынужденно посадить самолёт на берег реки Чамба. При посадке лайнер столкнулся с деревьями и рухнул в реку. Погибли все 28 человек на борту — 24 пассажира и 4 членов экипажа.

## Самолёт
Як-40 с заводским номером 9441337 и серийным 37-13 был выпущен 11 ноября 1974 года на Саратовском авиационном заводе. Авиалайнеру присвоили бортовой номер CCCP-87468 и передали Министерству гражданской авиации СССР, которое к 16 ноября направило его в Казахское управление гражданской авиации. Через 14 лет, с 16 ноября 1988 года, борт 87468 уже эксплуатировался в Красноярском управлении гражданской авиации (вероятно, во 2-м Красноярском объединённом авиаотряде). В 1993 году лайнер RA-87468 (был перерегистрирован) начал эксплуатироваться в авиакомпании «Черемшанка» (базировалась в одноимённом аэропорту) Красноярского регионального управления воздушного транспорта. Общая наработка авиалайнера на день катастрофы составляла 17 220 циклов (полётов) и 22 203 лётных часа.

## Экипаж
- Командир воздушного судна (КВС) — А. А. Данилов.
- Второй пилот — А. Г. Щербаков.
- Бортмеханик — М. Н. Шурпатов.
- Бортпроводник — А. Н. Кротов.

## Катастрофа
Самолёт выполнял пассажирский рейс из Красноярска в Туру, а всего на его борту находились 4 члена экипажа и 24 пассажира (21 взрослый и 3 ребёнка). Однако пока проходил полёт, погодные условия в Туринском аэропорту Горный стали гораздо хуже, но экипаж не был своевременно предупреждён об этом. Борт 87468 трижды пытался совершить посадку в Туре и все три раза был вынужден прерывать заход. Тогда экипаж принял решение лететь на запасной аэродром Ванавара, расстояние до которого составляло 453 километра. Но в 41 километре от Ванавары, когда Як-40 следовал на эшелоне 3000 метров, авиатопливо закончилось, в результате чего в двигателях произошёл срыв пламени и они остановились. Экипажи находящихся рядом двух вертолётов и самолёта Ан-24 попытались помочь, подсказывая экипажу Як-40 направление на болота, на которых можно было бы совершить вынужденную посадку. Однако борт 87468 уже пролетел данные болота, поэтому для вынужденной посадки была выбрана другая площадка — берег реки Чамба шириной около 20 метров. КВС велел второму пилоту и бортмеханику уйти в салон, и затем передал на землю последнее сообщение: «Ищите нас на речке». С убранными шасси авиалайнер начал заходить на посадку, когда на скорости 235 км/ч начал врезаться в верхушки деревьев, при этом отделилась правая плоскость крыла. Входя в быстро увеличивающийся правый крен, Як-40 врезался в землю у реки и полностью разрушился. Перевёрнутый фюзеляж остановился частично в воде и частично на берегу. Все 28 человек на борту самолёта погибли.

## Расследование
Расследование осложнялось тем, что в аэропорту Туры не было записей переговоров экипажа с диспетчером, так как А. М. Чернов, который был директором Туринского авиапредприятия, ещё до прибытия комиссии дал указание изъять и прослушать эти записи. Когда же плёнка была передана комиссии, то записей на ней не оказалось. В ходе проверки были вскрыты серьёзные недостатки в организации лётной работы в авиакомпании «Черемшанка», а также в состоянии обеспечения безопасности полётов при управлении воздушным движением в Туринском аэропорту. Эти недостатки обнаруживались и в ходе предыдущих проверок. Сотрудники УВД аэропорта Тура даже писали письма и на профсоюзных собраниях поднимали вопрос о том, что организация их работы и состояние обеспечения безопасности полётов при УВД находятся на опасно низком уровне. Однако во всех этих случаях руководство Туринского авиапредприятия не устраняло эти недостатки, а Красноярское региональное управление воздушного транспорта не проконтролировало как следует его работу.

### Причины
По заключению комиссии, расследующей происшествие, катастрофа произошла из-за целого ряда факторов:
- экипаж неправильно рассчитал запас топлива, необходимый для полёта до Туры, при том, что запасным аэродромом была выбрана Ванавара;
- дежурный штурман аэропорта Черемшанка В. А. Цуриков не выполнял контроль за подготовкой экипажа к полету;
- диспетчер не проинформировал своевременно экипаж о резком ухудшении погоды на аэродроме Тура;
- диспетчер СДП аэропорта Тура (Горный) С. П. Румянцев не потребовал от техника-наблюдателя, чтобы тот провёл внеочередное наблюдение за погодой, когда та ухудшилась. Руководитель полётов С. Н. Самородов в свою очередь не проконтролировал как следует работу подчиненных;
- техник-наблюдатель аэропорта Тура (Горный) А. И. Кузнецова не вела контроля за изменениями погодных условий при заходах на посадку самолета Як-40;
- при первом заходе на посадку с прямой экипаж допустил отклонение. Есть вероятность, что это произошло из-за кратковременного обесточивания ДПРМ и неправильного определения экипажем удаления до ВПП в этих условиях;
- при втором и третьем заходах, которые выполнялись в погодных условиях ниже установленного метеорологического минимума, экипаж не выдерживал параметры схемы захода на посадку в аэропорту Тура;
- при дефиците топлива на борту экипаж выбрал запасной аэродром Ванавара, до которого было четыре с половиной сотни километров, хотя в сотне километров ближе (354 километра) находился аэродром Байкит.
- при следовании в Ванавару экипаж неверно выбрал эшелон полёта, а также точку начала снижения.

Есть вероятность, что вместо Байкита командир Данилов выбрал Ванавару, так как существовала практика, когда при посадке в некоторых аэропортах Красноярского управления воздушного транспорта, в том числе и в Байките, аэродромные сборы за обслуживание самолёта брались наличными деньгами. Так как обсуждение вопросов о таких платежах могло занять значительное время, что приводило к задержкам вылета, экипажи предпочитали таким аэропортам другие, включая и Ванавару.

### Память
5 июля 2023 года настоятель ванаварского храма Архангела Михаила протоиерей Лев Галышев освятил памятный крест на территории государственного природного заповедника «Тунгусский». Крест изготовили и доставили на место авиакатастрофы по инициативе депутата Законодательного собрания Красноярского края от Эвенкийского района Валерия Фарукшина. Памятный крест установили государственные инспекторы заповедника на берегу реки Чамба.